# Костел Марії Магдалини (Тараща)
Таращанський римо-католицький костел Марії Магдалини — єдиний з п'яти існуючих в дореволюційній Таращі християнських храмів, що зберігся до нашого часу. Крім нього ще була стара георгіївська церква, яку розібрали на в 1903-му році через вислугу років, а три інші храми (Таращанський кафедральний Георгіївський собор, Михайлівська церква на Заріччі та маленька Софіївська церква поблизу місцевого кладовища) були зруйновані радянською владою в 1938-му році.
Костел збудований у псевдоготичному стилі з використанням нових на момент його заснування будівельних матеріалів. Костел розташований на Дворянській вулиці, та є справжньою прикрасою міста. Зображення споруди активно продавалися на дореволюційних листівках, уособлюючи в собі своєрідний символ міста.
Попри те, що до 19-го століття Тараща входила до складу Польщі, на момент заснування костелу, католиків у місті було не багато. Так наприклад, збереглися дані про те, що в 1864-му році католиків разом зі старообрядцями в місті було близько 360, проте не відомо скільки з них було саме католиків. На час заснування костелу всього 54 родини Таращі сповідувало католицизм: Ле-Дюки, Рікмани, Садовські, Ейсмонти, Чачковські, Греневецькі та інші.

Будинок ксьондза

Звісно що навіть така маленька громада прагнула мати своє власне приміщення для богослужіння. Вже в 1856 році католики міста прагнули створити так званий рухомий престол, біля якого можна було б проводи богослужіння. За тогочасними законами, потрібно було отримати дозвіл на це від православної церкви. Такий дозвіл був отриманий від Таращанського протоієрея Пахаловича за умови, що в Таращі не буде свого ксьондза, а богослужіння проводитиме один із ксьондзів села Ківшовата, де костел існував з 1812-го року.
Згодом у Таращі з'явилася маленька католицька капличка та був розпочатий збір коштів на костел. В 1886-му році коли повинне було розпочатися будівництво костелу було зібрано близько 10 тисяч карбованців. Очолив збирання коштів граф Браніцький. Кошти надходили не лише з Таращанського повіту, а й з інших губерній і навіть з Польщі. Будівництво костелу було завершене 1896 року.
Для ксьондза храму був збудований окремий будинок. На службу в костелі збиралися й поміщики і звичайні шляхтичі з сіл, здебільшого — поляки.
Тяжка доля спіткала храм у революційний період: ксьондз утік за кордон, орган розбили та повибивали вітражі. Зараз можна лише гадати про те, що врятувало споруду від руйнації пізніше в 30-ті роки, але у всякому разі не його міць, бо Георгіївський собор міста руйнували з таким натхненням, що застосовували навіть піротехнічні засоби.
Невідомо кому прийшла в голову думка розмістити у храмі католиків макаронну фабрику. Задум був би здійснений, якби не Друга світова війна. Вже навіть було завезене устаткування для виробництва тих самих макаронів.
Нацистська влада виявилася прихильнішою до віруючих ніж радянська, і дозволили проводити богослужіння, але не католикам, а православним (три їхніх храми були на той час повністю зруйновані).
На початку 1960-х костел розділили на два поверхи, та облаштувавши маленькі аудиторії для індивідуальних занять, влаштували в ньому музичну школу. В костьолі знову зазвучала музика, але не духовна, а світська. Споруда костелу і зараз використовується як музична школа.
Зараз стрімка цегляна споруда прикрашає центральну вулицю міста.